# 新新百貨公司
新新百貨公司為一間已倒閉的百貨公司，1926年創辦於上海南京路720號，是早年上海南京路四大華資百貨公司之一（當年先施公司、永安公司、新新公司和大新公司被合稱為後四大公司），於四大公司中第三間創立，創辦人為黃煥南(Wong Chee)、劉錫基、李敏周等。

## 歷史
新新公司1926年1月23日由黃煥南、劉錫基、李敏周等創辦，他們取《四書》中〈大學〉「苟日新，日日新，又日新」之意而命名，當時的上海人已經習慣了大型百貨公司的經營模式，因此如在經營策略上若無創新之處，實難與先施、永安抗衡。於是李氏借用廣播媒體的力量，設置一四壁皆為玻璃牆的「玻璃電台」於六樓。該座由鄺贊先生建造之「無線電話台」在1927年3月19日正式開播，成為第一座由中國人自設的播音電台。其主要任務為轉播屋頂花園的遊藝節目、播放唱片、轉播戲曲以及介紹新新公司經售的各類商品。「玻璃電台」不但使購物顧客能夠觀看播音情況，滿足好奇心，更可大力為新新公司和商品大作廣告。同時該公司首創在百貨公司內開設理髮廳，以及夏季冷氣開放，科技、技術理性的「魔力」吸引了眾多喜歡新奇的上海人前來，亦附設旅館和儲蓄保險業務，終使三大公司於南京路上形成三強鼎立的局面。後來大新百貨創立，形成後四大華資公司。
開業頭兩年，公司發展勢頭良好。但由於股東眾多，管理混亂，公司出現嚴重的內部矛盾，以致在1929年1月初職員宣告罷工，直到4月初才復業。股東李煜堂等退股，人事鬥爭結束。
劉錫基收拾殘局，以減價促銷的辦法，努力使資金回籠，最終解決資金拮據的窘局。1930年，新新公司錄得盈利40餘萬元，成績相當不錯。但劉錫基於1930年5月宣布「因病告退」，不久去世。李敏周不斷吸收散股，逐漸成為大股東。
1936年2月1日，一名因當值喝酒而被辭退的守衛周占元闖進辦公室，開槍擊中李敏周心房，李氏在送院途中不治身亡，享壽祇有55歲，由兒子李承基和侄子李澤接手生意。
當國共內戰發生時，出現搶購潮，公司開始錄得蝕本。
1938年中國抗日戰爭中中國共產黨於各百貨公司開設支部方便吸納黨員，於戰後亦成立工會保障工人權利，1946年新新公司總經理李擇被認定為「漢奸」而坐牢三年，出獄後便安排一家搬往香港。李承基亦正考慮去留問題，最終因公司內部鬥爭嚴重而離開上海。
至1950年5月，新新公司17位董事會成員只有3位留守上海，公司業務進一步下跌。

## 結業
新新百貨公司從國共內戰時已出現虧損，往後中國一直發生戰爭，影響經營，中華人民共和國成立後，公司只有3位董事會成員留於上海，員工過多和物價通脹令經營因難，再加上當時資金不足等問題，經營四分之一世紀的新新百貨公司最終於1951年結業，成為一個傳奇歷史故事。

## 建筑
上海新新公司大樓建成於1925年，由匈牙利商鴻達洋行設計，上海鴻寶建築公司承建。大樓坐北朝南，占地4280平方米，建築面積22030平方米，高30餘米，屬折衷主義風格。鋼筋混凝土框架結構。全樓分成兩部分，朝南京路的7層樓結構中，從地面到三層是百貨商店，設有28個銷售部；第四層是公司辦公室；第五層是水火保險部、總進貨間、散貨倉；六層有新新遊樂場，附設綠寶、新都、新聲、新新等多家大小劇場戲院、大型舞廳和音樂廳，音樂廳可容納千人；七層最高處為萬象餐廳，供應粵菜，還設有新新茶室，專賣西點及飲料等，顧客逛累了可作在茶室眺望斜對面永安公司塔樓和南京路街景。該樓的後部一直延伸到天津路，用作新新旅館、新新美發廳等，正門在貴州路上。與上個世紀20年代經濟衰退有關，建築外貌不尚浮華，處理簡潔，立面都是直線條，方柱、門窗長方形，只在二樓有水平腰線。30年代開闢騎樓走廊，以解決南京路人流的問題。底層多門，有4處側門3處角門。六樓挑出沿著建築周邊的長陽台，鐵欄桿，立面較有變化。屋頂南側中部建有方形2層空心塔1座，是新新公司標誌性建築物。該塔於1949年被拆除。屋頂東北、西北角還建有尖頂塔樓。

## 原址現況
現新新公司於南京路的原址為上海市第一食品股份有限公司。1989年，入选上海市文物保护单位。